# Kopidlno
Kopidlno − miasto w Czechach, w kraju hradeckim. Według danych z 31 grudnia 2003 powierzchnia miasta wynosiła 2 911 ha, a liczba jego mieszkańców 2 231 osób.
W mieście jest stacja kolejowa Kopidlno.

## Demografia
| Rok             | 1869 | 1880 | 1890 | 1900 | 1910 | 1921 | 1930 | 1950 | 1961 | 1970 | 1980 | 1991 | 2001 |
| --------------- | ---- | ---- | ---- | ---- | ---- | ---- | ---- | ---- | ---- | ---- | ---- | ---- | ---- |
| Liczba ludności | 2462 | 3022 | 3169 | 3087 | 3061 | 3183 | 3083 | 2487 | 2509 | 2299 | 2092 | 1972 | 2204 |

Źródło: Czeski Urząd Statystyczny